# Super Colossal
Super Colossal deseti je studijski album američkog rock instrumentaliste Joe Satriania koji izlazi u ožujku 2006.g. Skladba "Crowd Chant" originalno se zove "Party On The Enterprise" i pojavljuje se poznatom TV serijalu Star Trek. Na albumu se nalazi 13 skladbi a njihovi producenti su Satriani i Mike Fraser.

## Popis pjesama
Sve pjesme napisao je Joe Satriani.
1. Super Colossal – 4:14
2. Just Like Lightnin' – 4:01
3. It's So Good – 4:14
4. Redshift Riders – 4:49
5. Ten Words – 3:28
6. A Cool New Way – 6:13
7. One Robot's Dream – 6:15
8. The Meaning of Love – 4:34
9. Made of Tears – 5:31
10. Theme for a Strange World – 4:39
11. Movin' On – 4:05
12. A Love Eternal – 3:33
13. Crowd Chant – 3:14

## Popis izvođača
- Joe Satriani - Gitara, Bas gitara, Klavijature
- Jeff Campitelli - Udaraljke i Bubnjevi u skladbama 6, 7, 8, 9
- Simon Phillips - Bubnjevi u skladbama 6, 7, 8, 9
- Eric Caudieux - Dizajn i obrada zvuka

#### Pjevački zbor:
Max Sample, Adrian Underhill, David Martone, Colin Nairne, Mimi Northcott, Brad Colwell, Oless Pasichnyk, Clayton Lawrence, Tony Brinks, Tanis Keserich, Gordon Brown, Wendy Bird, Candice Johnson, Donna King, Lee Goddard, Peter Davyduck, Steve Brand, Danica Sawczuk, Bruce Morrison, Ian Jones, Aaron Pritchett, Nenah Barkley, Mitch Merrett, Todd Walsh, Jennifer Lactin, Davor Vulama, Don Kurek, Natasha Maher, Dean Maher, Jimmy Leslie, Mike Manning, Robin Nash, Jarrod Nestibo, and Jane Dittrich

## Produkcija albuma
- Producent - Joe Satriani i Mike Fraser
- Studijsko snimanje - Joe Satriani
- Snimanje - Mike Fraser
- Asistent - Rob Stefanson
- Mix - Mike Fraser
- Dodatno snimanje - Simon Phillips
- Asistent - Stephan Nordin
- Mastering - George Marino
- Publikacija - Strange Beautiful Music (ASCAP)
- Režija - Mick Brigden for MJJ Management
- Dizajn i slika - Rex Ray
- Fotografija - Greg Waterman